# Bahnhof Buxtehude

Der Bahnhof Buxtehude ist ein in der niedersächsischen Stadt Buxtehude gelegener Anschlussbahnhof. Er liegt an der Bahnstrecke Hamburg–Cuxhaven (Niederelbebahn) und ist Endpunkt der Strecke aus Harsefeld.

## Geschichte

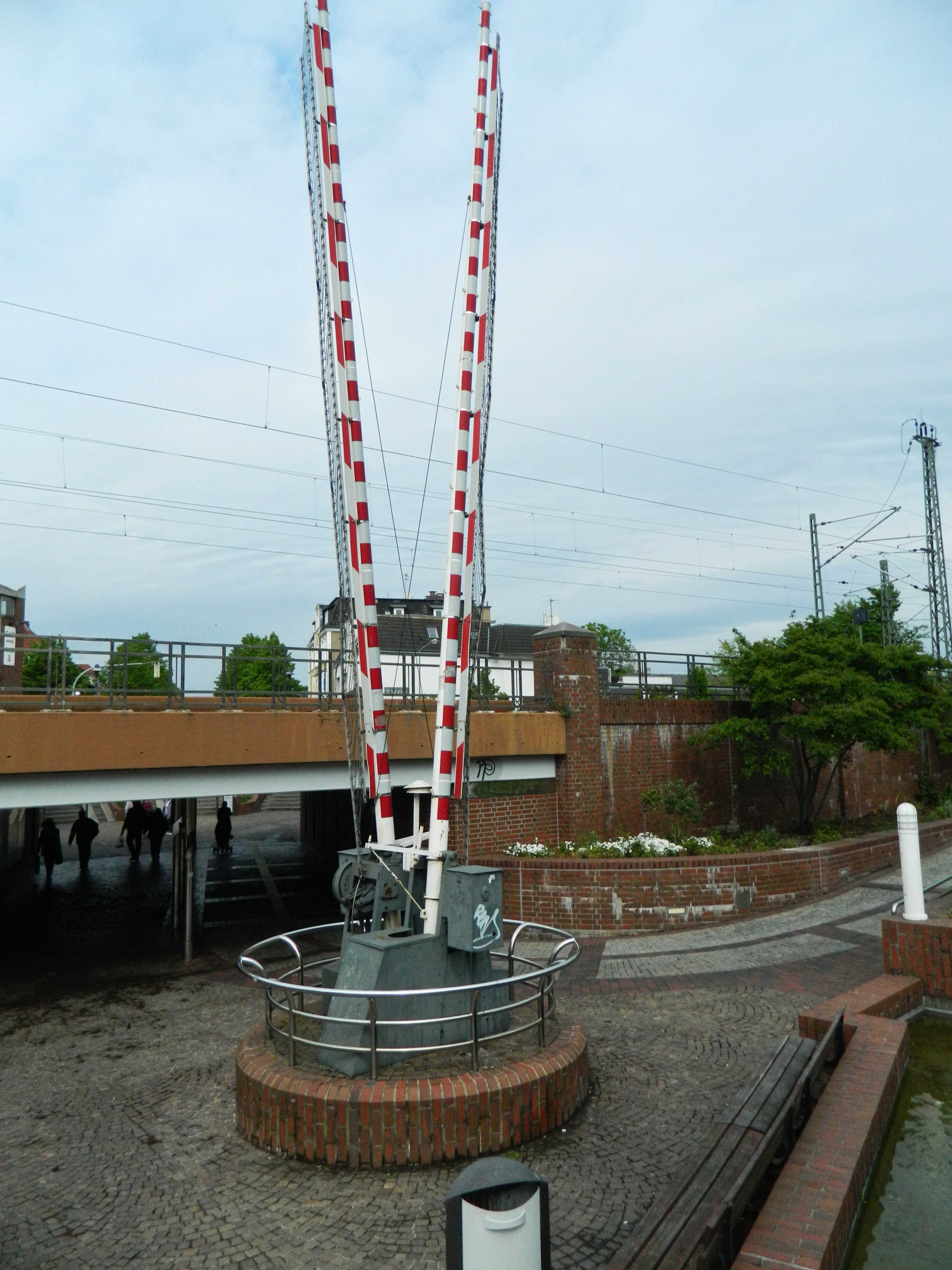
Historische Bahnschranken südlich der Unterführung

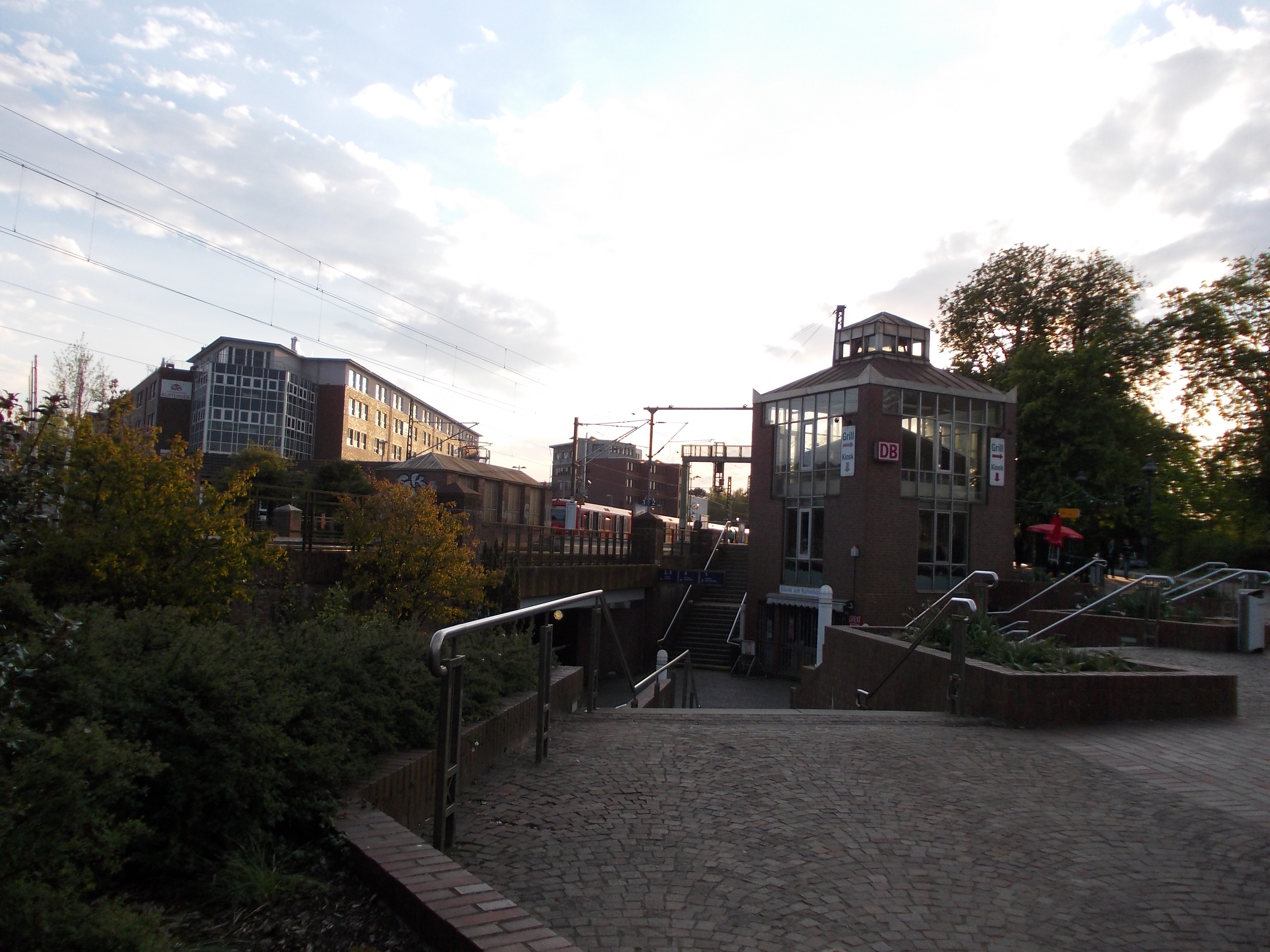
Empfangsgebäude (Nordseite) mit Fußgängerunterführung, 2012

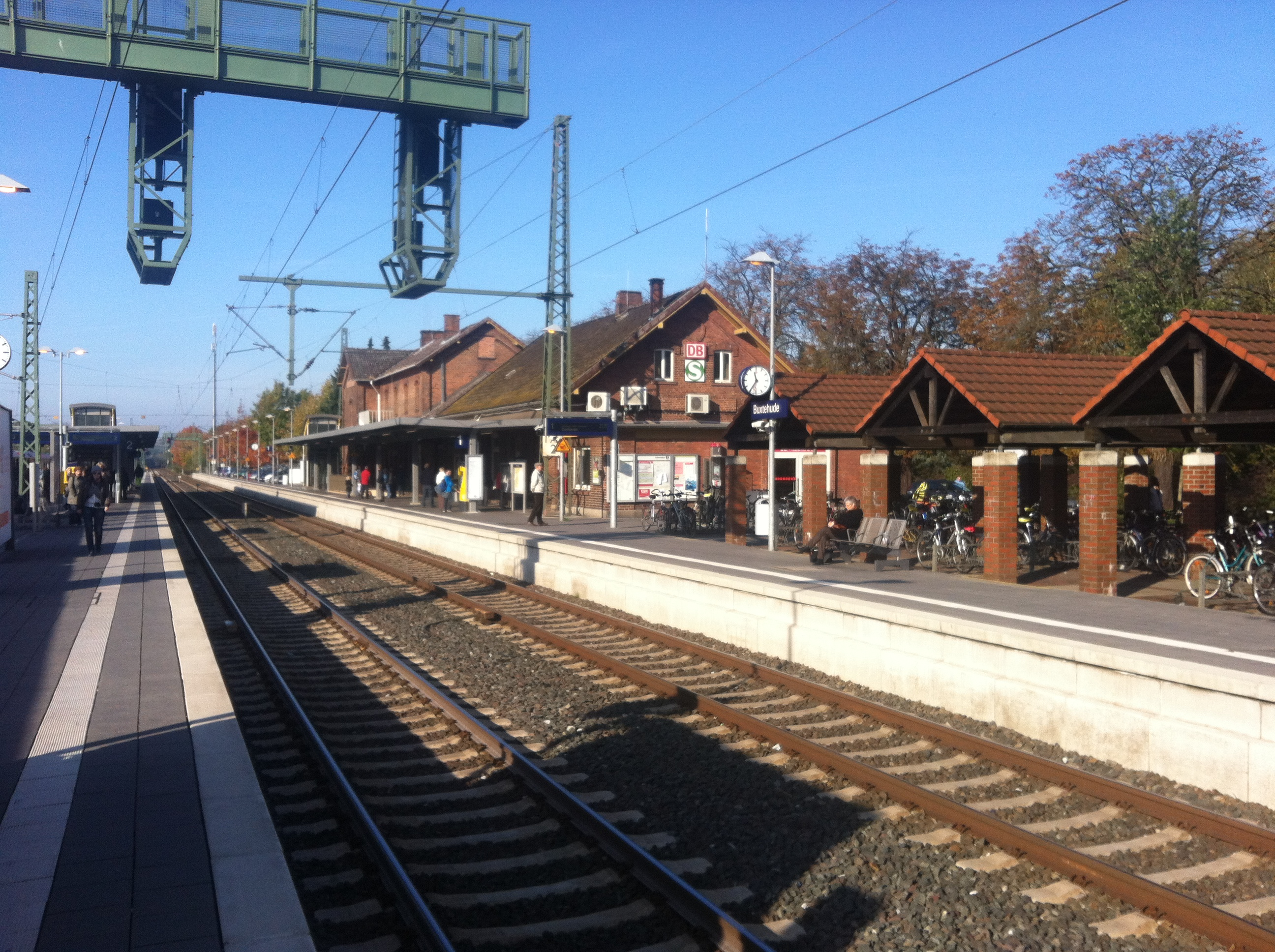
Bahnsteige 2011, ganz hinten li.: Kopfgleis für die Züge aus Bremerhaven (durch Personenunterstand verdeckt)

Als 1881 die Niederelbebahn eröffnet wurde, erhielt Buxtehude einen Bahnhof an der von Hamburg nach Stade führenden Strecke. Kurze Zeit später wurde diese von Stade bis Cuxhaven verlängert.
1928 erhielt Buxtehude einen Anschluss nach Harsefeld, der von der Buxtehude-Harsefelder Eisenbahn (BHE) betrieben wurde. Dafür wurde im Süden des Staatsbahnhofes der Bahnhof Buxtehude Süd errichtet. Er hatte ein eigenes massives zweistöckiges Bahnhofsgebäude in Klinkerbauweise mit Walmdach mit angebautem einstöckigen Güterschuppen, aber nur ein einziges Kopfgleis. Umsetz-, Abstell- und Übergabegleise der BHE lagen westlich. Die Verbindung zur Staatsbahn wurde durch ein westlich führendes Gleis hergestellt. Auch ein Anschluss an die Birkel-Werke wurde von der BHE bedient.
1987 wurde der beschrankte Bahnübergang durch eine Fußgängerunterführung ersetzt. Die sog. Spange leitet seitdem den Straßenverkehr durch den östlich des Bahnhofs neu errichteten Ellerbruchtunnel und verbindet die nördlich und südlich der Bahngleise gelegenen Stadtteile.
Für den Übergang der Personenzüge der nunmehr zur EVB gehörenden Strecke wurde 1992 bis 1993 eine neue, direkte Einführung in den Bahnhof Buxtehude gebaut. Die Gleise am Kleinbahnhof wurden aufgegeben, nur die Abstellgruppe blieb noch. Personenzüge konnten direkt am Gleis 3 des Mittelbahnsteiges halten und von und nach Hamburg-Harburg verkehren.
Für die Aufnahme des S-Bahn-Betriebes 2007 auf der Strecke nach Stade wurde der Bahnhof erheblich umgebaut. Gütergleise und die meisten Nebengleise wurden entfernt. Auch die restlichen Gleise des Kleinbahnhofes wurden entfernt. Auf dem Gelände des Personenbahnhofes befinden sich heute Bushaltestellen, aus dem Gelände der Abstellgleise sind Parkplätze geworden.
Die Hansestadt Buxtehude erarbeitet seit 2020 zusammen mit der Deutschen Bahn ein Gesamtkonzept zur Umgestaltung des Bahnhofs, den Masterplan Bahnhof Buxtehude.

## Anlagen
Das Empfangsgebäude im Norden verfügt über einen überdachten Hausbahnsteig (Gleis 1), an dem die Züge Richtung Stade verkehren.
Daneben gibt es einen teilweise überdachten Inselbahnsteig, der über einen Tunnel erreichbar ist. An dessen Nordseite verläuft das Gleis 2, hier halten die Züge Richtung Harburg. Das Gleis an der Südseite des Inselbahnsteiges ist geteilt. Westlich ist ein Kopfgleis für die Züge aus Bremerhaven (Gleis 4), östlich ein Kopfgleis für die S-Bahn (Gleis 3). Zwischen beiden Gleisen gibt es eine barrierefreien Zugang zum Bahnsteig. Im Westen des Bahnhofes ist zwischen der Strecken nach Stade und Bremerhaven noch ein Abstellgleis vorhanden.

## Stellwerke
Ursprünglich waren drei mechanische Stellwerke vorhanden, von denen eines 1960 stillgelegt wurde. 1987 wurden sie durch ein Gleisbildstellwerk der Bauform MC L84 ersetzt. Heute wird dieses Stellwerk aus Hamburg-Neugraben ferngesteuert.

## Verkehrsanbindung
Mit dem Fahrplanwechsel 2007 übernahm die Metronom Eisenbahngesellschaft die Strecke Hamburg – Cuxhaven von der Deutschen Bahn und bediente diese seither im Stundentakt bis Dezember 2018. Zum Fahrplanwechsel im Dezember 2018, wird die Linie von der DB-Regio-Tochtergesellschaft Start Regionalverkehre Deutschland betrieben. Mit der Erweiterung der Hamburger S-Bahn bis Stade erhielt auch Buxtehude Anschluss an das S-Bahn-Netz, das zuvor in Neugraben endete. Aufgrund dessen enden seit 2007 die Züge der EVB in Buxtehude statt wie zuvor in Neugraben.
| Linie                    | Linienverlauf | Takt (min)                                                        | EVU                                                   |
| ------------------------ | --- | ----------------------------------------------------------------- | ----------------------------------------------------- |
| RE5                      | Hamburg Hauptbahnhof – Hamburg-Harburg – Buxtehude – Horneburg – Stade – Hammah – Himmelpforten – Hechthausen – Hemmoor – Wingst – Cadenberge – Otterndorf – Cuxhaven | 60                                                                | metronom (bis 12/2018) Start Unterelbe (seit 12/2018) |
| RB33                     | Cuxhaven – Nordholz – Dorum – Wremen – Bremerhaven-Lehe – Bremerhaven Hbf (– Bremerhaven-Wulsdorf – Sellstedt – Wehdel – Geestenseth – Frelsdorf – Heinschenwalde – Oerel – Bremervörde – Hesedorf – Kutenholz – Brest-Aspe – Bargstedt – Harsefeld – Ruschwedel – Apensen – Buxtehude) | 60                                                                | EVB                                                   |
| S 5                      | Elbgaustraße – Eidelstedt – Stellingen (Arenen) – Langenfelde – Diebsteich – Holstenstraße – Sternschanze – Dammtor – Hauptbahnhof \ Hauptstrecke – Hammerbrook (City Süd) – Elbbrücken – Veddel (BallinStadt) – Wilhelmsburg – Harburg – Harburg Rathaus – Heimfeld (TU Hamburg) – Neuwiedenthal – Neugraben – Fischbek – Neu Wulmstorf – Buxtehude – Neukloster – Horneburg – Dollern – Agathenburg – Stade / in Tagesrandzeiten – Berliner Tor | Elbgaustraße–Buxtehude: 20 / HVZ 10; Buxtehude–Stade: 60 / HVZ 20 | S-Bahn Hamburg GmbH                                   |
| Stand: 10. Dezember 2023 | |                                                                   |                                                       |

## Haltepunkt Neukloster

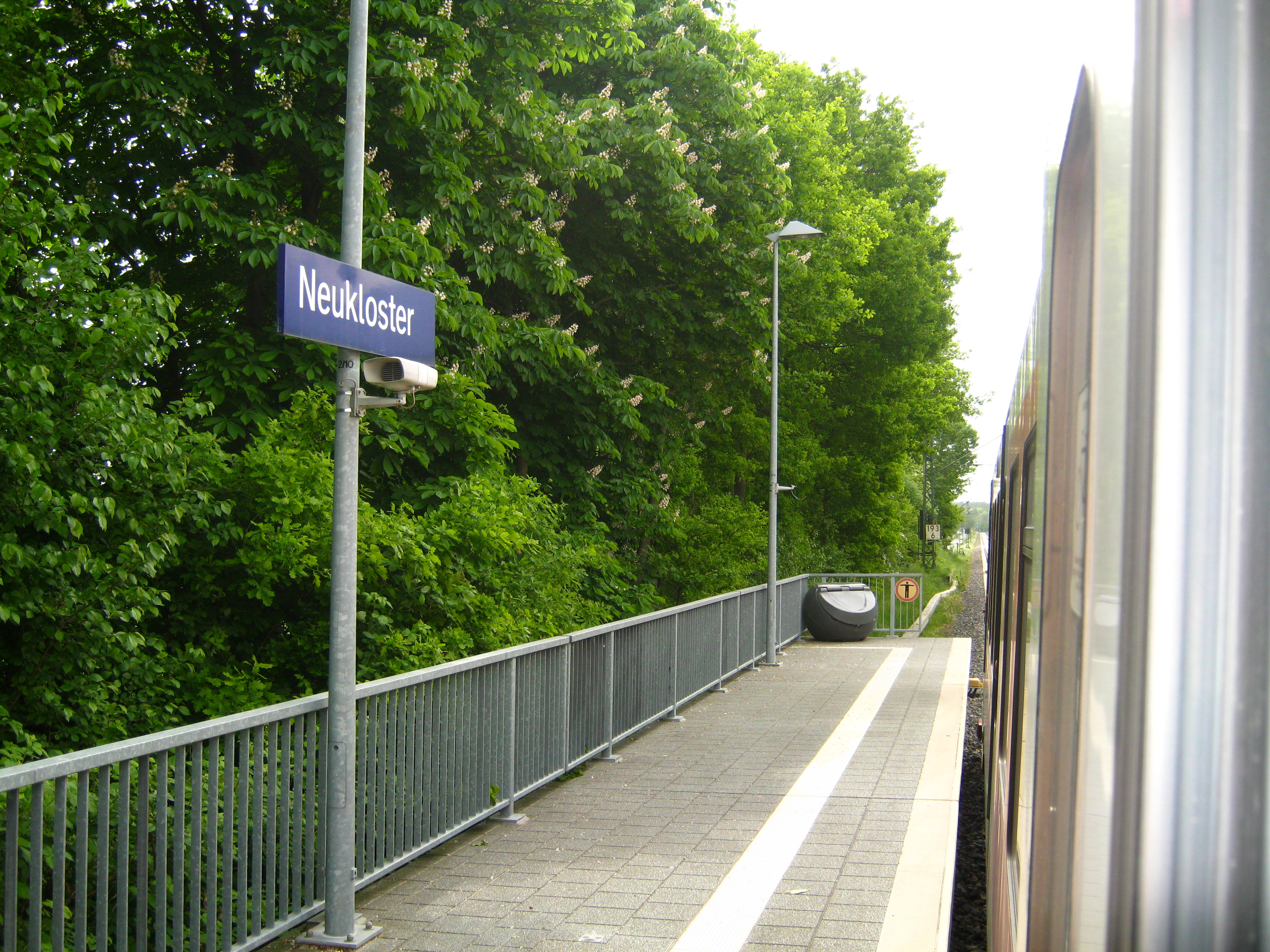
Bahnsteig des S-Bahn-Haltepunkts Neukloster

Buxtehude verfügt mit der S-Bahn-Haltestelle „Neukloster“ über einen weiteren Haltepunkt im Stadtgebiet.